# Premio Quadriga
Los premios Quadriga es un premio anual alemán patrocinado por Werkstatt Deutschland (Taller Alemania), una organización sin ánimo de lucro establecida en Berlín. El premio reconoce cuatro personas, grupos o entidades que se hayan distinguido en el último año por su espíritu pionero en la innovación y renovación de la vida política, económica y cultural.
El premio consiste en una pequeña estatua que recuerda a la cuadriga de la Puerta de Brandeburgo de Berlín y 25.000 euros en metálico. El principal patrocinador del premio es la empresa energética sueca Vattenfall. Werkstatt Deutschland presenta el premio en el Día de la Unidad Alemana, que conmemora la reunificación alemana. Los dos primeros años la ceremonia de entrega de premios se celebró en el Konzerthaus Berlin y desde 2005 se realiza en el palacio de la ópera Komische Oper Berlin. La ceremonia ha sido presentada por personajes como Víktor Yúshchenko, Bernard Kouchner y Mijaíl Gorbachov.

## Galardonados
2003
- Armin Mueller-Stahl, actor alemán.
- Norman Foster, arquitecto británico.
- Jean-Claude Juncker, primer ministro de Luxemburgo, y Einars Repše,primer ministro de Letonia.
- Amal Rifai, Odelia Ainbinder, y Sylke Tempel, de Wir wollen beide hier leben: Eine schwierige Freundschaft in Jerusalem

2004
- Recep Tayyip Erdoğan, primer ministro de Turquía.
- Éric-Emmanuel Schmitt, autor francés.
- Thomas Quasthoff, cantante alemán.
- Šimon Pánek, alcalde en la República Checa.
- Hamid Karzai, Presidente de Afganistán.

2005
- Helmut Kohl, antiguo canciller alemán.[6]
- Timothy Berners-Lee, científico británico, inventor de la World Wide Web.
- Catherine McCartney, Claire McCartney, Donna McCartney, Gemma McMahon, Paula Arnold y Bridgeen Hagans, familiares de Robert McCartney, víctimas del terrorismo del IRA.
- Karīm al-Hussaynī, Āgā Khān IV, cabeza de los Ismaili.

2006
- Shimon Peres, vice primer ministro de Israel.
- Riccardo Illy, político italiano.
- Florian Henckel von Donnersmarck, Ulrich Mühe y Sebastian Koch, artistas alemanes, en reconocimiento por su trabajo en La vida de los otros.
- Víktor Yúshchenko, Presidente de Ucrania

2007

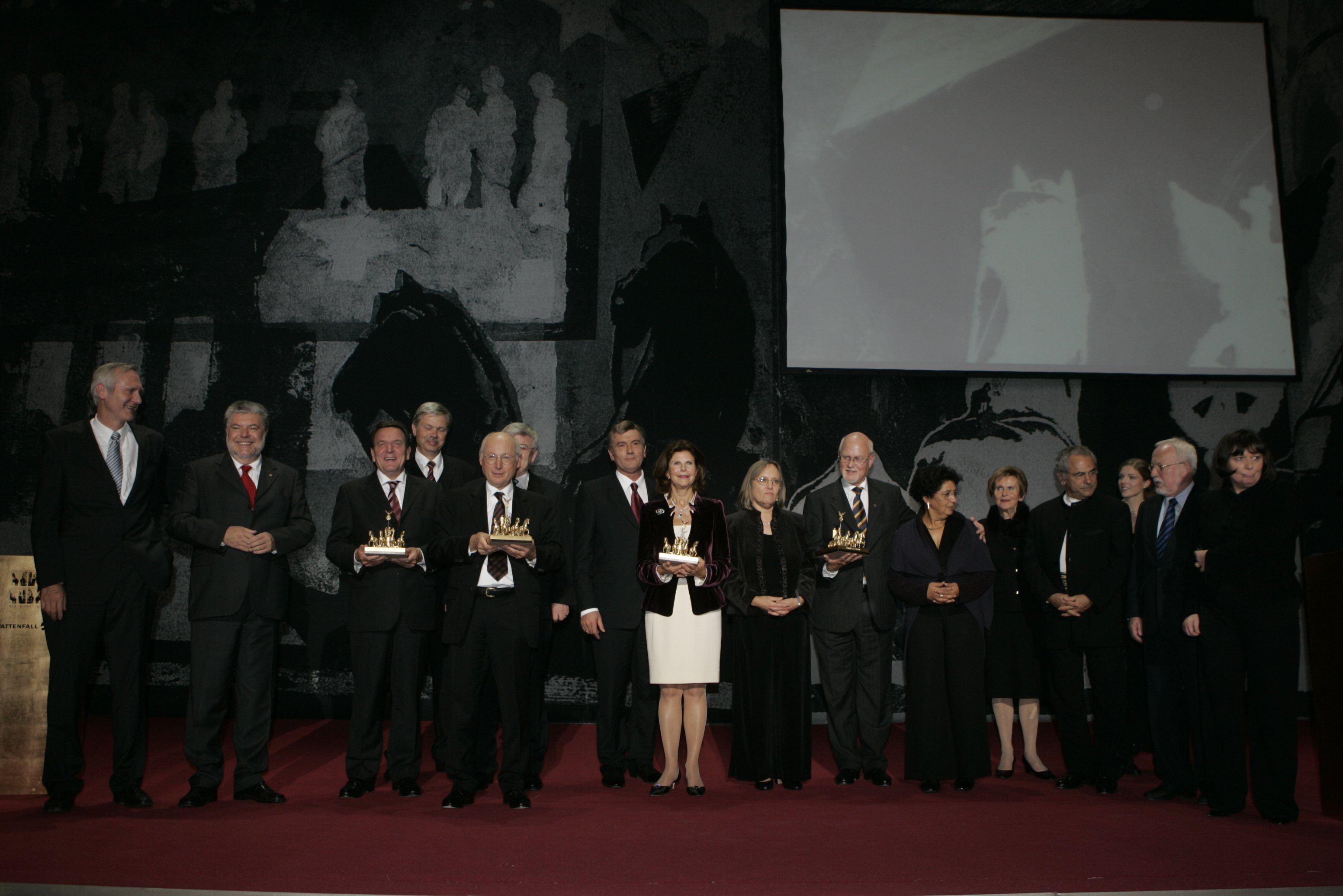
Galardonados con el premio Quadriga en 2007.

- Gerhard Schröder, antiguo canciller alemán.
- Aicha El-Wafi and Phyllis Rodriguez, madres de un terrorista y víctima de los ataques del 11 de septiembre de 2001 y trabajadoras por la reconciliación.
- Der Spiegel, periódico alemán, representado por su redactor jefe, Stefan Aust.
- Silvia de Suecia.

2008
- Boris Tadić, presidente de Serbia
- Eckart Höfling, franciscano y director de la Venerável Ordem Terceira de São Franciso de Peniténcia de Río de Janeiro.
- Wikipedia, representada por su fundador Jimmy Wales.[12]
- Peter Gabriel, músico y activista por los derechos humanos.